# Bockelwitz
Bockelwitz – dzielnica miasta Leisnig w Niemczech, w kraju związkowym Saksonia, w okręgu administracyjnym Chemnitz, w powiecie Mittelsachsen. Do 31 grudnia 2011 była to samodzielna gmina.